# Pandèmia de COVID-19 a Finlàndia
L'arribada de la pandèmia per coronavirus de 2019-2020 es va confirmar a Finlàndia el 29 de gener del 2020 quan una turista xinesa que venia de Wuhan i visitava Ivalo va tenir resultats positius. El 21 de març es va informar de la primera víctima mortal del país a l'hospital d'Uusimaa, una persona gran que havia mort el dia anterior.
Segons The New York Times, Finlàndia és el país del nord d'Europa millor preparat per a afrontar la situació epidèmica actual.
En data del 18 d'abril de 2020 Finlàndia comptava 3.681 casos confirmats de malalts de Covid-19, 1700 persones guarides i 90 morts.

## Cronologia

Consells per a evitar la propagació del Covid-19

### Gener de 2020
A conseqüència de l'epidèmia de Covid-19 que afectava greument la Xina, el 27 de gener, el Ministeri de Relacions Exteriors de Finlàndia va aconsellar als ciutadans finlandesos d'evitar els viatges innecessaris a la província xinesa de Hubei. L'endemà, la companyia aèria del país Finnair va anunciar la suspensió de cinc rutes setmanals amb Nanjing i l'aeroport de Daxing a Pequín fins a la fi de març.
El 28 de gener de 2020 el govern finlandès va confirmar el primer cas de persona infectada amb el SARS-CoV-2. Es tractava d'una turista xinesa de 32 anys provinent de Wuhan que va demanar atenció mèdica a la ciutat lapona d'Ivalo. Després d'una quarantena a l'hospital central de Lapònia de Rovaniemi, la dona va recuperar i fou donada d'alta el 5 de febrer després de tenir resultats negatius dos dies consecutius.
Dos dies després, els oficials de salut finlandesos estimaren que fins a 24 persones podien haver estat contagiades pel virus.

### Febrer de 2020

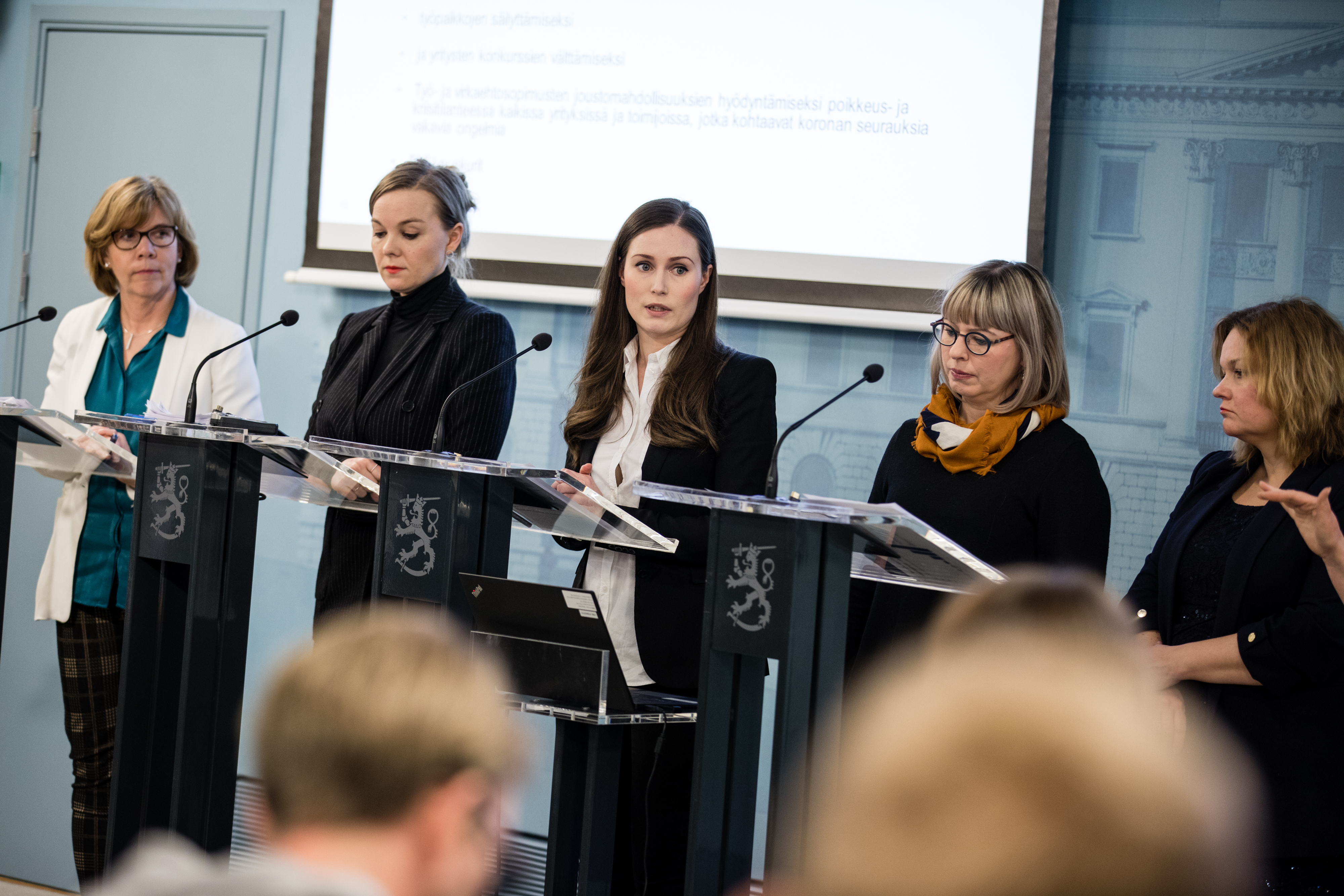
La Primera Ministra de Finlàndia, Sanna Marin, amb altres membres declarant l'estat d'emergència el 16 de març de 2020

El 26 de febrer, el ministeri de Salut finlandès van confirmar el segon cas; una ciutadana finlandesa que havia viatjat a Milà i n'havia tornat el 22 de febrer, va tenir una prova positiva a l'Hospital Central Universitari d'Helsinki.
El dia 28, una altra ciutadana finlandesa que havia estat al nord d'Itàlia va resultar positiva a les proves fetes als hospitals de Hèlsinki i d'Uusimaa. Li fou demanat de confinar-se a casa.

### Març de 2020
L'1 de mar, es tingué notícia de tres nous casos confirmats, associats amb la dona diagnosticada el 28 de febrer, a la regió de Hèlsinki, la qual cosa portà el nombre de persones infectades a Finlàndia a 5. Hagueren de fer un autoaïllament a casa. Més tard durant el mateix dia, 130 persones, inclosos uns estudiants de la Universitat d'Helsinki, es veieren enviats en quarantena després d'haver estat en contacte amb un dels individus contagiats.

## Dades estadístiques
Evolució del nombre de persones infectades amb COVID-19 a Finlàndia
Evolució del nombre de morts del COVID-19 a Finlàndia